# ウ・トゥザナ
ミャインジーグー僧正（ビルマ語: မြိုင်ကြီးငူဆရာတော်; ALA-LC翻字法: Mruiṅʻ Krī" Ṅū charā toʻ; IPA: [mjàıɲd͡ʑíŋù sʰəjādɔ̀]; 1947年 – 2018年10月13日）ことウ・トゥザナ (ビルマ語: (ဦး)သုဇန、 パーリ語: Sujana)は、スゴー・カレン人の、シュエジン派僧侶である。ミャンマーの反政府武装組織である民主カレン仏教徒軍（DKBA）及び同団体の実態のない政治部門、民主カレン仏教徒協会（DKBO, Democratic Karen Buddhist Organization）の指導者であった。

## 来歴
ウ・トゥザナはターマニャ僧正（ビルマ語: သာမညဆရာတော်、1910年 – 2003年11月29日）の見習僧として一時期を過ごした。還俗し、カレン民族解放軍（KNLA）の諜報部員として働いたトゥザナは、タイとミャンマーの国境地帯を広く歩くなかで朽ち果てた仏塔を多く目にし、これを再建することを誓ったという。彼は2年間の従軍期間を終えたのち再び得度し、1974年にパアンの北、ラインブウェ郡区に位置するミャインジーグーの森に入り、小さな僧院を建てて苦行と瞑想を続けた。彼は支持者を増やし、ますます寄付を集めた。

### KNUとの対立とDKBAの成立
トゥザナはカレン州一帯に多くの仏塔や戒壇堂を建立したが、そのなかには国境域の戦略的要衝に建つものもあった。同地域での仏教の布教は仏教徒が多数を占めるミャンマーへの統合につながるため、当時のミャンマー政府にとり好都合だった一方、KNU指導層は同組織支配地域での彼の布教により自らの権限が侵食されたと感じていた。
もともとKNLAの幹部にはキリスト教徒（主にスゴー・カレン人）、兵卒には仏教徒（兵士の7割を占め、ポー・カレン人が大半）が多かった。兵卒は裕福に暮らし、仏教徒を前線に送る専制的なキリスト教徒幹部に反発していた。また、カレン族の仏教徒はKNUがキリスト教の活動のみを支援し、仏教に対しては行わないことに不満を持っていた。仏教徒、特にスゴー・カレン族は自らが戦争の被害を被っていると感じていた。後述する彼の仏塔建立の試みを発端に、KNUと彼及び彼を支持する仏教徒兵士の関係はますます悪化した。
彼は1990年、マナプロウにあるカレン民族同盟（KNU）本部の上にある丘陵に仏塔を建立しようとした。KNUは一時これを許可するも、彼が仏塔のほかに礼拝堂も建てようとすると難色を示し、建設作業を中止させようとした。KNUは彼の資金源や物資の出所がわからないこと及び、彼の下にいるカレン族がミャンマー軍に荷物持ちを強制されないことを不審に思っていた。KNU議長でセブンスデー・アドベンチスト教会信徒のボー・ミャはトゥザナの弟子4人を逮捕し、彼を交渉の場に立たせようとするも決裂し、仏塔建立は中断された。
1994年12月には彼の追放の知らせを聞いた仏教徒兵士が廃僧院に集まり、2名が殺されたのちKNUの使節を拘束した。次にKNUから送られた使者の差別的な行為にこれらの兵士は憤慨し、KNLAによる砲撃を受けた。後に使節は解放されたが、彼らはKNUにより差別されているとの認識を強めた。
これらの兵士は同月21日にDKBOを結成し、26日にトゥザナに忠誠を誓った時初めて彼がミャンマー軍と同盟を結んでいたと知った。翌月1日にはDKBAが結成された。参加した兵士の数は不明で、400-500人ほどだったかもしれない。
DKBAはミャンマー軍と和平を結び、トゥザナの本拠地であるミャインジーグーは行政的自治が認められた。DKBAはキン・ニュンら軍事政権の支持のもとパアン平原地帯を制圧し、カレン州一帯をミャンマー政府の管轄下に取り戻した。

### 支配地域での行動
トゥザナとDKBAの支配地であるミャインジーグ―には、数千人の難民が逃れてきた。トゥザナは同地で仏教的規律に基づいた道徳的な共同体の建設を試みた。仏教徒の住民は保護と(宗教的色彩を帯びた)ある種の正義を享受することができたが、後述するように彼を信奉しないものは排除された。彼は霊的、宗教的な権威があると信じられ、彼への信頼と忠誠に基づくカリスマ的支配を確立させた。
トゥザナが事実上のトップであったDKBAはタイ国境地域のカレン人難民キャンプを襲撃し、KNU、セブンズデー・アドベンチスト関係者を殺害したほか仏教徒の難民を自らの領土に集めだした。彼の命令でこそないものの、この過程でキリスト教徒の難民に対する略奪もあったという。ミャインジーグーにはキリスト教徒の住民も居住していたが、彼を崇拝するか村を出るかの選択を迫られ、多くの住民が引越しを余儀なくされた。また、イスラム教徒も同様に村を追われた。

### その後
トゥザナは2004年にキン・ニュンが失脚して以降、国軍と直接連絡を取ることはなくなった。DKBAは成立以来、ミャンマー軍の強い影響下に置かれていたが、2010年にはトゥザナの抵抗にもかかわらず、軍傘下の国境警備軍（BGF）に再編成された。一方、ボーナッカンムウェー率いるDKBA国境開発旅団（後の民主カレン慈善軍）はこれに反発し、そのままDKBAを名乗り続けた。ミャインジーグーに駐屯するBGF第1012大隊もこの組織に合流したものの、2013年の戦闘を経て、ミャインジーグーはBGFの管轄下におかれることとなった。2015年ごろ、彼はカレン州内の教会やモスクの前に複数の仏塔の建立を始めた他、現地政府機関の許可を得てあるモスクの入り口中央に仏塔を建てた。同年、彼の支持者は彼がキリスト教を教えるKNU管轄下の学校と信じていた小学校と幼稚園を焼き払った。2016年に彼について取材した人類学者のミケイル・グラーヴァス（Mikael Gravers）は、武力的後ろ盾と行政的支配力のほとんどを失った彼がそれでもなお当局や他の僧侶に対して影響力を有していたと述べている。
トゥザナは2018年10月13日、バンコクのバムルンラート病院で死去した。遺体はBGFによりミャンマー国内に移送され、パアンで葬儀が行われた。

## 思想
彼はかつて栄えたカレン族の仏教文明の再興を目指す仏教徒であり、カレン族の民族主義者でもあった。カレン民族はかつて高度な仏教文化を有していたと考えており、前世において自らがその王であったと主張している。彼の統治下では、彼の課した規律と仏教的道徳に従うことは倫理的責務であると考えられた。信徒の間での彼の超自然的な力の信仰は彼の霊的権威を高め、また彼の行動を正当化した。グラーヴァスは彼が「イラワジ・デルタの島に住む、『大地を揺らす』竜王に米9999皿を供え、バンコクを大洪水から救った」と語る信徒の話を記録している。また、DKBAの兵士はミャインジーグーで組織の敵と死ぬまで戦うことを誓う儀式をおこなったが、この際、彼らの多くは「銃弾から身を守る魔法の薬」であるという苦い液体を飲まされた。ここにはアンフェタミンが溶かされているとも疑われている。
一般信徒には肉食や動物の持ち込み、麻薬・アルコールの禁止に加え以下の五原則を守るよう指導している。しかし、グラーヴァスは彼の運動が国家平和発展評議会（SLORC）の軍政に一方的に依存したものであり、慈愛と非暴力の実践、非政治という主張はDKBAとの関係とも矛盾するものであることを指摘している。

1. 政治に関わらない
2. 五戒を守る
3. 怒りや闘争、暴力に関わらない
4. 宗教的差異を論じない
5. 噂をしない

自らは菜食を実践し、ミャインジーグー境内には一切の酒と肉を持ち込むことができないが、この規則を一般信徒に守らせることは難しいため、信者には少なくとも週に1日の菜食を推奨している。

## ミャインジーグー文字

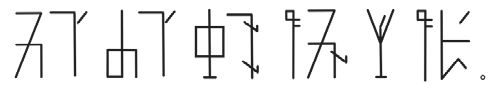
ミャインジーグー文字で書かれたスゴー・カレン語の文章。
"nā, mā cá nê təɣē"（あなた、そんなふうにしないでください。"You, please don't do like that."）

彼はカレンの古代文字であるミャインジーグー文字（スゴー・カレン語: Lae Kwekaw、/lèʔ kwɛ̀kɔ/ ないし /lìʔ kwɛ̀kɔ/）を発見したと述べている。スゴー・カレン語において/lèʔ/は「書き物・本・書類」などを意味する言葉である。/kwɛ̀kɔ/の義についてはよくわかっていないが、加藤昌彦は/lèʔ kwɛ̀/に「歴史・記録」あるいは「法典」、/kɔ/に「国」の意味があることから/lèʔ kwɛ̀kɔ/は「国の記録」ないし「国の法典」を意味するという説、1930年代に登場したPhu Gwe Gow （Phuは「祖父」の意味）というカレン人指導者に由来するという説などを挙げている。
速水洋子による現地での聞き取りによれば、かつてモン王国の軍からカレン人が逃れるとき、箱に入れて森の奥深くに隠されていた文字をトゥザナが見つけ出したものであるという。彼はこの文字の使用を推奨するとともに、宣教師によって作られた文字（キリスト教スゴー・カレン文字）の使用を禁じている。加藤昌彦によれば、この文字は2000年ごろに知られはじめたものであり、2011年の論考によれば、「『古代カレン文字』のふれこみとともに、目にする機会が急にふえてきた」という。この文字はおそらく仏教スゴー・カレン文字を下敷きにつくられた文字であり、スゴー・カレン語とポー・カレン語（東部ポー・カレン語）の双方を書き表すことができる。
カレン人が数千年前に有していたと伝わるミャインジーグー文字であるが、加藤昌彦は、この文字があくまでも現代カレン諸語の音韻体系を反映している点から、比較的最近になって創出された可能性が高いと指摘する。スゴー・カレン語やポー・カレン語の共通祖先であるカレン祖語では、声調が多くとも4つしか区別されていなかった一方、ミャインジーグー文字では、スゴー・カレン語が持つ6つの声調に対して、それぞれ専用の記号が割り当てられている。また、カレン祖語の有声子音に対応する要素は、ミャインジーグー文字において無声子音として表記される。こうした点に鑑みれば、ミャインジーグー文字は、古代カレン人の言語ではなく、むしろ現代のカレン語を基にした文字体系であると考えられる。